# Inayat Ullah
Inayat Ullah (ur. 5 września 2001) – pakistański zapaśnik walczący w stylu wolnym. Zajął 29. miejsce na mistrzostwach świata w 2023 roku.
Osiemnasty na igrzyskach azjatyckich w 2022. Jedenasty na mistrzostwach Azji w 2022. Brązowy medalista igrzysk wspólnoty narodów w 2022 roku. Triumfator igrzysk Azji Południowej w 2019. Trzeci na igrzyskach olimpijskich młodzieży w 2018. Wicemistrz Azji kadetów w 2017 roku. 
Chorąży reprezentacji Pakistanu na igrzyskach olimpijskich młodzieży w 2018 roku.